# Liv Kjersti Eikeland
Liv Kjersti Eikeland (Bergen, 20 maart 1979) is een voormalig biatlete uit Noorwegen. Ze vertegenwoordigde haar vaderland op de biatlon op de Olympische Winterspelen 2010 in Vancouver. 
In 2010 trouwde Eikeland met de Zweedse biatleet Carl Johan Bergman. Verder is ze de nicht van Ann Elen Skjelbreid en Liv Grete Skjelbreid-Poirée.

## Resultaten

### Olympische Winterspelen
| Jaar | Plaats    | Resultaten                                                  |
| ---- | --------- | ----------------------------------------------------------- |
| 2010 | Vancouver | 70e 7,5 km sprint 70e 15 km individueel 4e 4x6 km estafette |

### Wereldkampioenschappen
| Jaar | Plaats           | Resultaten                                |
| ---- | ---------------- | ----------------------------------------- |
| 2005 | Hochfilzen       | 16e 15 km individueel 5e 4x6 km estafette |
| 2005 | Chanty-Mansiejsk | 10e Gemengde estafette                    |
| 2007 | Antholz          | 30e 15 km individueel                     |
| 2009 | Pyeongchang      | 11e 4x6 km estafette                      |

### Wereldbeker
Eindklasseringen
| Seizoen   | Algemeen | Individueel | Sprint | Achtervolging | Massastart |
| --------- | -------- | ----------- | ------ | ------------- | ---------- |
| 2001/2002 | 74e      |             |        |               |            |
| 2003/2004 | 41e      |             |        |               |            |
| 2004/2005 | 46e      |             |        |               |            |
| 2005/2006 | 60e      |             |        |               |            |
| 2006/2007 | 44e      |             |        |               |            |
| 2007/2008 | 53e      |             |        |               |            |
| 2008/2009 | 60e      |             |        |               |            |
| 2009/2010 | 72e      |             |        |               |            |